# Monument à la compagnie Nazdar et cimetière tchécoslovaque
Pour un article plus général, voir Sites funéraires et mémoriels de la Première Guerre mondiale (Front Ouest).
Le monument à la compagnie Nazdar  est un monument commémoratif de la Première Guerre mondiale et de la Seconde Guerre mondiale qui se trouve dans le cimetière tchécoslovaque sur le territoire de la commune de Neuville-Saint-Vaast, en face du Mémorial aux Volontaires Polonais, sur le bord de la route D 937 entre Arras et Béthune dans le département du Pas-de-Calais.

## Le mémorial

### Historique
Au début de la Première Guerre mondiale, des membres de l’association tchèque d’éducation populaire et physique « Sokol » ainsi que des membres de l’organisation politique sociale-démocrate « Rovnost » s'engagent dans l'armée française et forment « la compagnie Nazdar ».
Le monument commémoratif à la compagnie Nazdar a été construit sur les lieux mêmes où, en mai 1915, les membres du Sokol de Paris et de l’Association socialiste parisienne Rovnost participèrent à l’attaque menée par la Xe armée française lors de la 2e bataille d’Artois. Il est inauguré le 1er juin 1925 en présence du ministre Štefan Osuský.
Le monument est détruit en 1940. Pour le 50e anniversaire de la République tchécoslovaque, on érige un nouveau monument dédié à l’ensemble des victimes des deux guerres mondiales. L’architecte Bernard Heger et le sculpteur Marta Šumová sont chargés de sa conception et de sa réalisation. La première pierre est posée en 1967 et l'inauguration a lieu le 19 mai 1968.

### Caractéristiques

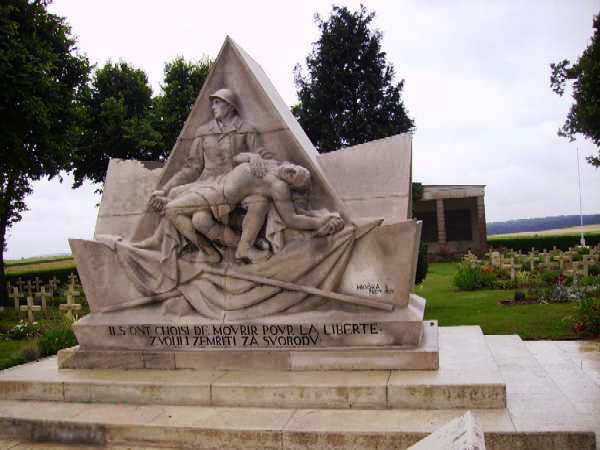

À l’entrée du cimetière tchécoslovaque se dresse sur un piédestal de trois marches, le monument commémorant le souvenir du porte-drapeau Karel Bezdíček, tué le premier jour de la bataille. Il symbolise le premier soldat tchèque libre, porteur de l’étendard frappé du lion tchèque. 

Le monument se présente comme une imbrication de formes triangulaires dont la plus grande au centre est sculptée. Le groupe sculpté par Jaroslav Hruška représente un soldat assis qui recueille sur ses genoux la dépouille d’un de ses camarades expirant, la main sur le cœur. Tous deux serrent le drapeau de la patrie. En dessous, a été gravée cette inscription en français et tchèque : 

« Ils ont choisi de mourir pour la Liberté -ZVOLILI ZEMRITI ZA SVOBODU »

Sur le côté droit, sous trois triangles imbriqués, est gravée cette inscription : 

« ICI LE 9 MAI 1915 LES VOLONTAIRES TCHÉCOSLOVAQVES ONT COMBATTV POVR LEUR PATRIE ET POUR LA FRANCE. »

 

Sur le côté gauche a été gravée la liste de 16 soldats tombés le 9 mai 1915. À l’arrière du monument les noms de 113 soldats morts ont été inscrits au-dessous d’une inscription en tchèque : 

« Ceux qui sont tombés, ont sacrifié leur sang pour la liberté de la France et de la Tchécoslovaquie. »

## Le cimetière militaire

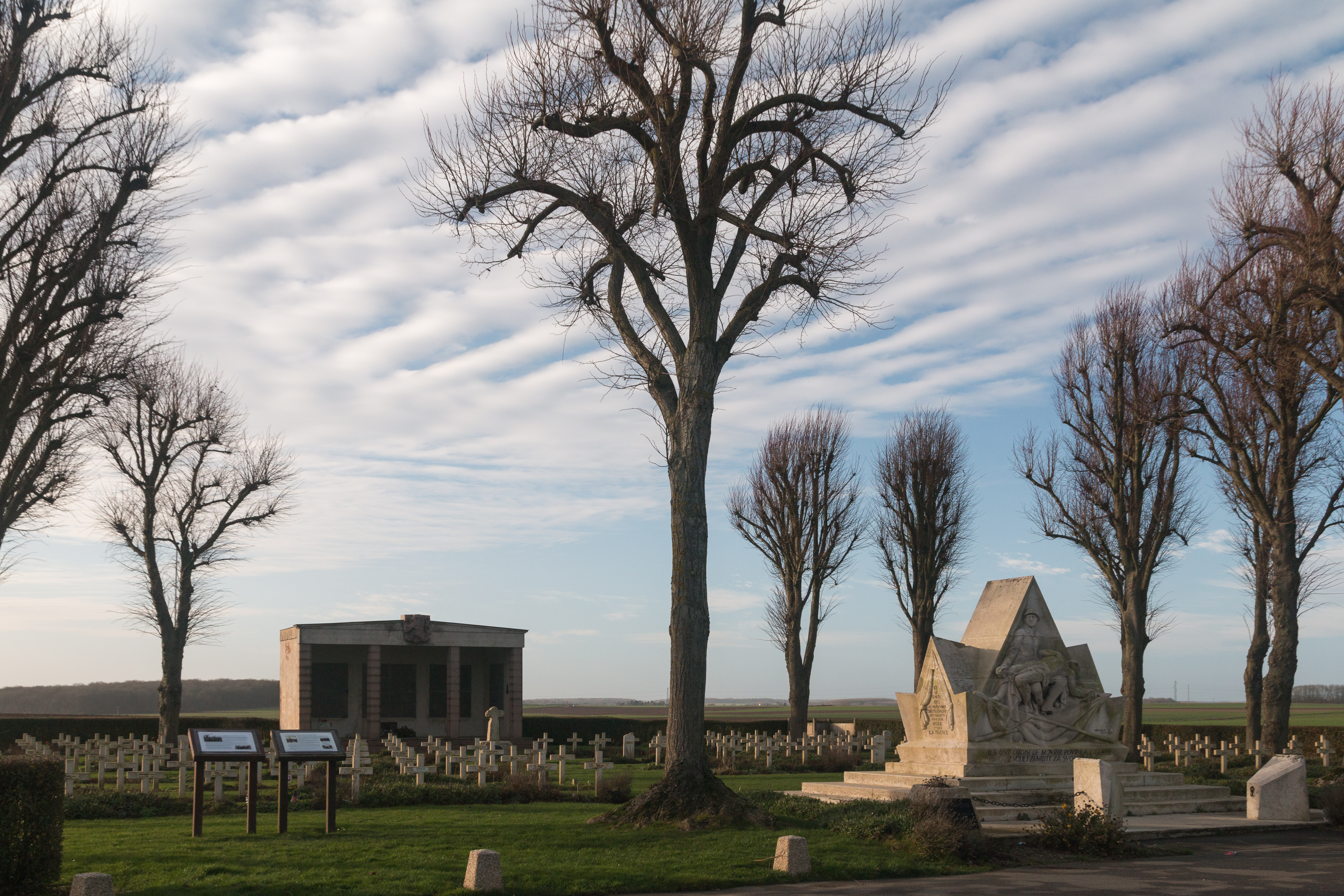

### Historique
Après l'inauguration du monument de la compagnie Nazdar, on décide de regrouper sur le terrain avoisinant les dépouilles des soldats tchécoslovaques, alors dispersées. Un premier projet est élaboré en 1936 par l’architecte français Bourdarie. La Seconde Guerre mondiale interrompt la réalisation du projet. Sa réalisation reprend en 1958 : on inhume dans ce cimetière les dépouilles de 206 soldats provenant de soixante-treize cimetières, répartis dans trente-huit départements. L’inauguration officielle a lieu le 19 mai 1963. 

### Caractéristiques
Le cimetière tchécoslovaque se situe au nord du village de Neuville-Saint-Vaast. Sa superficie est de 0,13 ha et 206 dépouilles de militaires tchécoslovaques y reposent : 70 soldats engagés dans l'armée française au cours de la Grande Guerre et 136 soldats tchécoslovaques, dont 29 aviateurs, de la Seconde Guerre mondiale.
Les tombes sont matérialisées par des croix latines en béton armé, excepté sur quelques stèles. Une allée centrale les sépare en deux carrés de sept rangées. Au milieu de l’allée, vers le fond, a été érigée une croix en pierre blanche, réplique de la croix de Bohême de Crécy-en-Ponthieu sur laquelle un médaillon de bronze rappelle le destin tragique de Jean de Luxembourg, roi de Bohême, mort pour la France à la bataille de Crécy, en 1346.

## Pour approfondir